# The Bells (album)
The Bells je deváté sólové studiové album amerického kytaristy, zpěváka a dřívějšího člena rockové skupiny The Velvet Underground Lou Reeda, vydané v roce 1979.

## Seznam skladeb
1. „Stupid Man“ – 2:33 (Reed, Nils Lofgren)
2. „Disco Mystic“ – 4:30 (Reed, Ellard Boles, Marty Fogel, Michael Fonfara, Michael Suchorsky)
3. „I Want to Boogie With You“ – 3:55 (Reed, Michael Fonfara)
4. „With You“ – 2:21 (Reed, Nils Lofgren)
5. „Looking for Love“ – 3:29 (Reed)
6. „City Lights“ – 3:22 (Reed, Nils Lofgren)
7. „All Through the Night“ – 5:00 (Reed, Don Cherry)
8. „Families“ – 6:09 (Reed, Ellard Boles)
9. „The Bells“ – 9:17 (Reed, Marty Fogel)

## Sestava
- Lou Reed – zpěv, elektrická kytara, baskytara, syntezátor
- Ellard „Moose“ Boles – 12strunná elektrická kytara, syntezátor, baskytara, doprovodný zpěv
- Don Cherry – africká loveská kytara, trubka
- Marty Fogel – okarína, soprán saxofon, tenor saxofon & tenor saxofon, Fender Rhodes, kytara v „The Bells“
- Mike Fonfara – elektrické piáno, Fender Rhodes, klávesy, syntezátor, doprovodný zpěv
- Michael Suchorsky – perkuse